# Cerro Largo (tiểu vùng)
Cerro Largo là một tiểu vùng thuộc bang Rio Grande do Sul, Brasil. Tiều vùng này có diện tích 2250 km², dân số năm 2007 là 69963 người.